# أندريه كاردوسو
أندريه كاردوسو (بالبرتغالية: André Cardoso‏) مواليد 3 سبتمبر 1984 في بورتو، هو دراج برتغالي في صنف سباق الدراجات على الطريق. شارك في دورة الألعاب الأولمبية الصيفية.

## سباقات أو مراحل فاز بها
| التاريخ        | السباق                       | المركز                                              |
| -------------- | ---------------------------- | --------------------------------------------------- |
| 01 يناير 2011  | طواف البرتغال 2011           | المركز الثاني                                       |
| 20 مايو 2012   | طواف النرويج 2012            | الفائز في ترتيب التسلق                              |
| 19 مايو 2013   | طواف النرويج 2013            | السادس في التصنيف العام                             |
| 15 سبتمبر 2013 | طواف إسبانيا 2013            | المرتبة 16 في التصنيف العام، الرابع في تصنيف الجبال |
| 05 أبريل 2014  | جائزة ميغيل إندوراين 2014    | الرابع في التصنيف العام                             |
| 01 يونيو 2014  | طواف إيطاليا 2014            | المرتبة 20 في التصنيف العام                         |
| 13 سبتمبر 2015 | طواف إسبانيا 2015            | المرتبة 18 في التصنيف العام                         |
| 24 يناير 2016  | طواف سان لويس 2016           | العاشر في التصنيف العام                             |
| 29 مايو 2016   | طواف إيطاليا 2016            | المرتبة 14 في التصنيف العام                         |
| 12 مارس 2017   | كلاسيكا ألدياس دو زيستو 2017 | السابع في التصنيف العام                             |
| 15 أغسطس 2022  | فولتا البرتغال 2022          | السادس في التصنيف العام، الثامن في تصنيف الجبال     |

## روابط خارجية
- أندريه كاردوسو على موقع الاتحاد الدولي للدراجات (الإنجليزية)
- أندريه كاردوسو على موقع أرشيف الدراجات (الإنجليزية)
- أندريه كاردوسو على موقع إحصائيات الدراجات الإحترافية (الإنجليزية)
- أندريه كاردوسو على موقع نسبة الدراجات (الإنجليزية)
- أندريه كاردوسو على موقع CycleBase (الإنجليزية)
- أندريه كاردوسو على موقع أوليمبيديا (الإنجليزية)